# Por mí y por todos mis compañeros
Por mí y por todos mis compañeros es el séptimo y último álbum de estudio del grupo español El Canto del Loco. Se publicó el 24 de noviembre de 2009, al mismo tiempo que Radio La Colifata presenta: El Canto del Loco. 
El álbum estaba integrado por un CD y un DVD. El CD contenía 11 canciones de diversos géneros de la música española, que la banda madrileña grabó, arregló y produjo. El grupo lo explicaba en la carátula del álbum: «Desde que tenemos uso de razón escuchamos música y la música nos ha generado sensaciones como pocas cosas lo han hecho. Desde entonces nos han acompañado en nuestra vida muchas canciones y se han ido sumando otras. En España se han hecho grandes canciones así que con todo el respeto del mundo y desde donde las sentimos, las hemos grabado».

## Listado de canciones
| N.º | Título                                                  | Duración |
| --- | ------------------------------------------------------- | -------- |
| 01  | Mejor - Los Brincos                                     | 3:02     |
| 02  | La casa de la bomba - Brighton 64                       | 3:12     |
| 03  | Nada de nada - Cecilia                                  | 3:25     |
| 04  | Aunque tú no lo sepas - Enrique Urquijo y Los Problemas | 3:16     |
| 05  | El garrotín (con José Mercé) - Smash                    | 3:53     |
| 06  | No puedo vivir sin ti - Los Ronaldos                    | 3:35     |
| 07  | Aquellas pequeñas cosas - Joan Manuel Serrat            | 3:04     |
| 08  | Años 80 - Los Piratas                                   | 3:08     |
| 09  | Se acabó - María Jiménez                                | 2:23     |
| 10  | Feo, fuerte y formal - Loquillo y los Trogloditas       | 2:50     |
| 11  | María La Portuguesa - Carlos Cano                       | 4:54     |

## Contenido del DVD
Titulado "Y por mí el primero" contenía algunas canciones emblemáticas del grupo como:
- Intro: Otra noche de rockanroll 1 (Nueva)
- Quiero ser, Aquellos años locos
- Madrid (nueva)
- Mi ritmo cardíaco (nueva)
- Contigo
- Qué caro es el tiempo
- Gracias
- Acabado en A
- Canciones
- Ekix
- Improvisación final: Otra noche de rockanroll 2 (nueva)